# オフラインティーチング
オフラインティーチングとは、産業用ロボットのティーチング作業を、ロボットの機体を使わないで行うことである。

## オフラインティーチングの概要

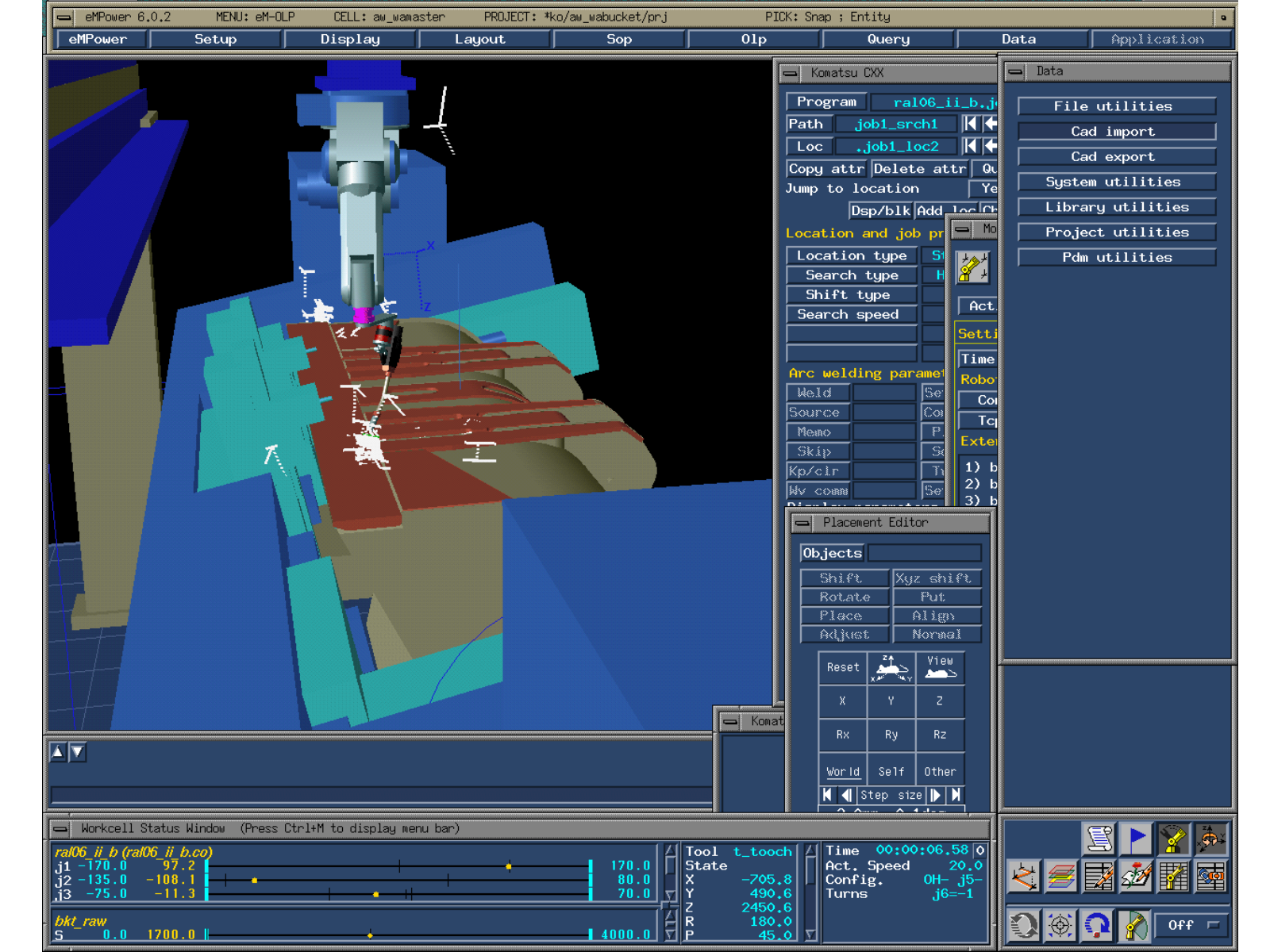
オフラインティーチングシステムの例

通常は、産業用ロボットの姿勢をワークステーションやパソコンで3D表示しながらティーチングを行うことを指す。
産業用ロボットはCNC工作機械などと同様にプログラムにより動作する。
従って、ロボットに作業させるにはCNC工作機械と同様にプログラムを作成する必要がある。
しかし、産業用ロボットは複雑な機構を持つため、プログラムを読んだだけではロボットがどんな状態になるのか判らない。
そのため、ロボットの機体をリモコンで操作し、その姿勢を記憶させていく方法でプログラムを作成する。
この方法は生産ラインの設備を使用するため、生産ラインを止めなければならず、それによる経済的負担は小さくない。
そこで、ロボットの機体を使わないでティーチングを行うオフラインティーチングという方法が広く行なわれるようになってきた。
オフラインティーチングを行う処理系・装置のことをオフラインティーチングシステムという。
また、ティーチングだけでなくロボットシステムの設計にオフラインティーチングシステムが使われることも一般的になってきた。ロボットの動作は複雑なため通常のCADではどうしても大きく余裕を見てロボットシステムを設計することになるが、オフラインティーチングシステムなら設計中途で製造工程を考慮し実際の製造現場における問題をあらかじめ回避することで無駄が少なく投資効率の高いロボットシステムを設計することが可能になる。

## オフラインティーチングシステムの分類
分類して整理するほど種類があるわけではないが、大きく分けると下の4つがある。
1. シミュレータ型
2. エミュレータ型
3. 自動ティーチングシステム
4. テキスト作成

シミュレータ型
IGRIP、ROBCAD、RobotWorksなどの汎用のオフラインティーチングシステムではシミュレータ型のティーチングシステムが採用されている。3次元CADから発達したもので、ロボット言語のアップロード、ダウンロード、座標の逆変換、3D表示、3D作成などの機能がそろっている。
ロボット言語はロボットメーカーにより異なっており互換性は無いが、シミュレータ型のオフラインティーチングシステムは、ロボット言語のコンパイラ(またはトランスレータ)を取り替えることで、各社のロボットに対応することができるようになっている。
エミュレータ型
ロボットメーカーから出ているオフラインティーチングシステムのほとんどがこのタイプである。
シミュレータ型とよく似ているが、ロボット言語をコンパイルせずに直接実行できる点が違う。
ロボットの姿勢を計算するために、ロボットの制御装置そのものをエミュレートする。
このため、作成されるロボットプログラムの精度が高いという利点がある。
また、操作体系をロボットの実機と同じにすることが出来るため、ティーチングマンにとってオフラインティーチングが容易になるというメリットも大きい。
制御装置のエミュレートをソフトウェアで行うものとハードウェアで行うものがある。
エミュレータとオフラインティーチングシステムを切り離すことが難しいため、それぞれのオフラインティーチングシステムはそのメーカー専用システムとなる。
3D作成機能は省かれていることが多い。
自動ティーチングシステム
CADデータから加工プログラムを自動的に作成するシステムである。
厳密にはオフラインティーチングシステムとは言えないが、使用目的は同じである。自動プログラミングは、NC工作機械ではそれほど珍しくないが、ロボットでは技術的に非常に難しいため、実用化されたものは少ない。
実用化されているシステムには川崎重工のKCONG、コマツのKATS、ファナックのROBOGUIDEなどがある。
いずれも既存のロボットプログラムをパターン化し再利用するものである。
NC工作機械向けのCAM機能を応用して、ロボットプログラムを作成するものにゼネテックのRobotmasterがある。
テキスト作成
テキストエディタでロボットプログラムを直に書いていく方法である。
厳密にはオフラインティーチングシステムとは言えないが、使用目的は同じである。主流の6軸多関節ロボットではあまり行なわれないが、動きの簡単なパレタイジングや搬送ロボットでは使われることがある。

## オフラインティーチングの実際
オフラインティーチングを行なっても実機によるティーチング作業が皆無になるとは限らない。実際には実機での試運転と修正が必要になる。
オフラインティーチングで作成したプログラムを現場で動かすと、位置のズレが見出される。
この位置の差を機差という。
また、機差を補正することをキャリブレーションと言う。
オフラインティーチングシステムの中には、実機でティーチングしたデータから自動的に補正量を計算するキャリブレーション機能を持つものもある。